# Croatas de Bosnia y Herzegovina

Bandera utilizada por los croatas de Bosnia y Herzegovina.

Los croatas de Bosnia y Herzegovina (en croata: Bosanskohercegovački Hrvat; plural: Bosanskohercegovački Hrvati, pronunciado en croata: Bosanskojertzegovatchki Jrvat, Bosanskojertzegovatchki Jrvati) o bosniocroatas, son un pueblo perteneciente al grupo de los eslavos meridionales, en la península balcánica. Aunque su país de origen es Bosnia-Herzegovina, son croatas étnicos que habitan históricamente en el territorio de la actual Bosnia y Herzegovina.

## Historia
Al ser el tercer grupo más numeroso por origen étnico en Bosnia y Herzegovina, tras los bosnios musulmanes y los serbios, son en la actualidad una de las etnias constitutivas de la actual Federación de Bosnia y Herzegovina, y por consiguiente, de Bosnia y Herzegovina.
Los croatas de Bosnia y Herzegovina han hecho significativas contribuciones tanto en la antigua Yugoslavia como en la actual cultura de Bosnia y Herzegovina[cita requerida]. Su idioma materno es el croata, y muchos de ellos se identifican como católicos, a la vez que existe una minoría que se declara como ateos.

### Inicios
Los croatas de Bosnia-Herzegovina son un grupo étnico nativo de este país (según lo considerado por el Alto Tribunal bosnio-herzegovino) y su presencia en el territorio puede datarse hasta el siglo VII. Los primeros asentamientos croatas estuvieron situados en lo que actualmente es la Croacia moderna y en ciertas regiones de la moderna Bosnia y Herzegovina.
Tras su llegada, asimilaron a los anteriores habitantes de la región, los ilirios y los romanos durante la gran migración de los eslavos. Los croatas adoptarían el cristianismo y posteriormente desarrollaron su propia cultura, artes e instituciones políticas, lo cual culminaría en su propio reino, que consistió de dos principados: la Croacia panónica en el norte y la Croacia dalmática en el sur. La Croacia roja, al sur, fue la tierra de asentamientos menores. Uno de los más importantes eventos de los croatas de Bosnia-Herzegovina en los inicios del Medioevo es el del establecimiento de la primera asamblea croata en 753, en la ciudad de Županjac (actualmente Tomislavgrad).
El segundo suceso que marcaría la historia de los croatas de Bosnia y Herzegovina sería la coronación de Tomislav, primer rey de Croacia, cerca de 925, en los campos de Županjac. Con este acto, los principados croatas de Panonia y de Dalmacia formarían un primer estado croata unificado, el cual incluía Dalmacia y una parte de la actual Bosnia-Herzegovina[cita requerida], Panonia (Eslavonia oriental y Bosnia nororiental) y Savia (Eslavonia occidental). Una característica básica de este período en Croacia fue su aislamiento del resto de sucesos culturales y políticos de Europa, lo que resultó en un pequeño número de movimientos seculares.

#### Alta y Baja Edad Media
En 1102 Croacia se unió al Reino magiar. Tras ello, Bosnia, anterior parte del primer reino de Croacia, se empezaría a desasociar de Croacia. Primero, Bosnia se convertiría en un principado separado bajo Kulin,[cita requerida] quien se encaminó a conseguir la solidificación de la autonomía bosnia a expensas de sus más poderosos vecinos. Sin embargo, no fue hasta el siglo XIV cuando conseguiría que Bosnia se convirtiese en un estado formidable. En el mismo siglo, el rey Tvrtko I conquistó parte de Serbia occidental y posteriormente parte del Reino de Croacia, tras derrotar a varios nobles y príncipes croatas y sus vasallos, y apoyando a los húngaros. Por lo tanto, el Reino de Bosnia emergió, pero parte del actual territorio de Bosnia y Herzegovina se mantuvo bajo el Reino de Hungría-Croacia.
En cuanto a la religión, Bosnia estaba más cerca de Croacia que de las tierras habitadas por los ortodoxos en el Oriente, y la diócesis de Bosnia fue luego mencionada en la literatura católica del siglo XI como de ese credo. Posteriormente, quedó bajo el dominio de la jurisdicción de la archidiócesis de Split, y en el siglo XII quedó bajo la jurisdicción de la diócesis de Ragusa. Otra conexión que Croacia reclama con la Bosnia católica es que los gobernadores y nobles bosnios usaban siempre el título político de ban, en singular similitud con sus contrapartes croatas. La religión específica en la Bosnia medieval era el bogomilismo y practicaban su rito mediante la Iglesia bosnia, pero algunos de los nobles más destacados en el Medievo eran devotos de esta religión, como en el caso del duque Hrvoje Hrvatinić.
Debido a la carencia de registros históricos de la época en esta región, no hay figuras definidas para citar qué credos eran los practicados y cuáles eran las cifras que componían la distribución religiosa de la Bosnia medieval. Sin embargo, los estudiosos croatas en general sugieren que la mayoría de la población de la Bosnia medieval eran católicos que, según el historiador Zlopaša, estaban compuestos por entre 700 000 y 900 000 respecto a la población total de Bosnia. Se cita a su vez que tan solo 100 000 eran bogomilos y otros 100 000 eran cristianos ortodoxos.

### Siglos XV-XIX

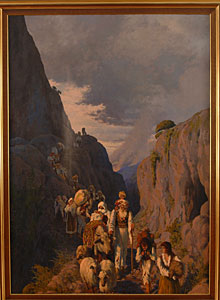
La emigración de los católicos de Bosnia y Herzegovina tras la invasión del Imperio otomano.

Del siglo XV hasta el siglo XIX los no-musulmanes y los croatas de Bosnia y Herzegovina de la actualidad fueron objeto de la persecución y conversión forzada al islam por parte de los otomanos, lo que les causó muchas bajas y/o la salida masiva de sus connacionales del área.
A mediados del siglo XVI, los turcos iniciarían su invasión a Bosnia. En 1451 tomaron la provincia de Vrhbosna y conquistarían toda Bosnia central en 1463. Herzegovina sería posteriormente conquistada en 1481, mientras que el noreste de Bosnia estaría aún bajo el dominio de Croacia y Hungría hasta 1527, cuando al fin cayó en manos de los turcos otomanos.
Tras la conquista turca, muchos de los bosnios católicos y croatas allí residentes serían forzados a convertirse al islam, y su número se reduciría en algunas áreas después de que muchos huyeran por temor a la conversión y la persecución. La conquista otomana cambiaría de forma radical, lo que se siente aún hoy día. La composición demográfica de Bosnia-Herzegovina, reduciendo el número de católicos, y eliminando al bogomilismo, cuyos miembros aparentemente se convertirían al islam en masas enormes.
Las fronteras actuales de Bosnia y Herzegovina serían trazadas en 1699, con el Tratado de Karlowitz, el cual se firmaría con el fin de establecer la paz entre Austria-Hungría y el Imperio turco. Otro significante evento para los croatas de Bosnia-Herzegovina sería el acuerdo fronterizo establecido entre la República de Ragusa y el Imperio otomano, ya que los raguseos, queriendo salvarse de los croatas, prometieron entregar parte de su territorio en Neum. Además, con ello querían evitar también la invasión de los ejércitos de la República véneta.
La actividad de la Iglesia católica sería fuertemente limitada, ya que los otomanos preferían el cristianismo ortodoxo porque el catolicismo era la fe de Austria, enemiga de los otomanos, mientras que la fe ortodoxa era común en Bosnia-Herzegovina, y por lo tanto, era más aceptable para los otomanos. En los primeros 50 años del mandato otomano, muchos católicos huyeron de Bosnia y Herzegovina. Un gran número de católicos a su vez fue convertido al cristianismo ortodoxo. Los franciscanos fueron los únicos clérigos católicos activos en Bosnia-Herzegovina. Después de la llegada de los otomanos a Bosnia-Herzegovina, quedaban 35 monasterios franciscanos en Bosnia y cuatro en Herzegovina. Algunos de estos monasterios serían destruidos y algunos serían convertidos en mezquitas. En la década de 1680 solamente sobrevivían 10 monasterios franciscanos en Bosnia. La Iglesia católica de Bosnia dividió su administración entre dos diócesis: una sería la diócesis croata de Bosnia, parte de la cual no sería conquistada por los otomanos, y la otra sería la diócesis de Bosna Srebrena.
Entre 1516 y 1524, tendría lugar en Bosnia-Herzegovina una persecución orquestada sistemáticamente a los católicos locales. Asimismo, los turcos forzaron a la población local a la conversión a su fe más que todo. Para este año, los monasterios franciscanos en Kraljeva Sutjeska, Visoko, Fojnica, Kreševo y Konjic, y luego en Mostar fueron su objetivo.
Una de las formas de disgregarlos del área era mediante el jarach, un impuesto que era cobrado a los no-musulmanes —similar al azaque (o diezmo católico) cobrado entre musulmanes y a la contribución hecha por los devotos católicos a sus parroquias— por el derecho a labrar sus tierras. Se cree que durante este tiempo, más de 100 000 croatas serían convertidos al islam. En 1528, los otomanos conquistarían Jajce y Bania Luka. Por consiguiente, destruyeron las líneas de defensa croatas sobre el río Vrbas.
Tras dicha conquista, el territorio de Croacia se redujo a unos 37 000 km². Durante el siglo XVIII, el mandato de los otomanos en Bosnia y Herzegovina empezaría a debilitarse, y luego de las guerras napoleónicas su mandato se redujo drásticamente. Por otra parte, el Imperio otomano empezó a declinar demográficamente, y su civilización, su grandeza territorial y otras reservas de fuerzas militares y de expansión cayeron, mientras que el territorio de Austria-Hungría, así como el del resto de naciones europeas, crecieron a su costa.

### SiglosXIX-XX
Entre 1815 y 1878 la autoridad de los otomanos en Bosnia y Herzegovina estaba decreciendo de forma notable. Tras la reorganización del ejército del Imperio otomano y la abolición de los jenízaros, la nobleza de Bosnia decidió alzarse bajo el liderazgo de Husein Gradaščević, quien quería incrementar el grado de autonomía para Bosnia y Herzegovina y detener todo intento de reformas sociales futuras. Durante el siglo XIX se ejecutaron varias reformas en orden a incrementar la libertad religiosa, con lo que se allanarían las asperezas entre católicos, cristianos ortodoxos y musulmanes en Bosnia-Herzegovina. Prontamente, la debacle económica sirvió como un detonante para el acogimiento de los ideales y las influencias nacionalistas, provenientes de Europa, entre la élite y nobleza de Bosnia y Herzegovina. Desde que la administración estatal se volviera considerablemente desorganizada, surgió la conciencia de una unidad e identidad nacional. Esta hizo su aparición de forma muy notoria entre la población cristiana, con lo que el Imperio otomano perdió su control efectivo sobre Bosnia y Herzegovina.
El 19 de junio de 1875, los croatas católicos, liderados por el señor Ivan Musić,[cita requerida] se rebelaron a causa de los altos impuestos que se cobraban en la Herzegovina occidental. Su objetivo era subordinar a Bosnia al mandato del emperador de Austria, quien era a su vez el rey de Croacia.
Durante la revuelta, los bosnio-croatas usarían la bandera croata por primera vez, por lo cual los cristianos ortodoxos en Herzegovina oriental se alzaron, lo que llevó al surgimiento de la rebelión herzegovina[cita requerida]. Los turcos fueron incapaces de derrotar a los rebeldes, tras lo que Serbia y Montenegro tomaron ventaja de ello y atacaron al débil Imperio otomano en 1876. Luego de estos actos, el Imperio ruso tomó la misma determinación. Los turcos perdieron una tras otra estas guerras en 1878, de modo que regresaron más de 150 000 refugiados que habían huido a Croacia. Tras el Congreso de Berlín llevado a cabo en ese mismo año, el mandato de Bosnia y Herzegovina sería transferido al Imperio austrohúngaro.

### Durante el Imperio austrohúngaro
Luego de la caída del mandato otomano, la población de Bosnia-Herzegovina se dividiría en forma antagonista. En el Reino de Croacia, los políticos croatas vieron la unificación con el Reino de Dalmacia e Istria su ideal de sumarse a su histórica patria: Croacia. Otra de las ambiciones de los políticos croatas era la de incorporar el condominio de Bosnia-Herzegovina al Reino de Croacia. El gobernador bosnio Béni Kállay fundamentó su apoyo en las instituciones religiosas para conseguir gobernar fácilmente. Prontamente, el emperador austríaco se ganó el apoyo en nombre de los metropolitanos ortodoxos y de los clérigos católicos para elegir a la jerarquía musulmana. El primer arzobispo católico sería Josip Stadler. Ambos vicariatos apostólicos, el bosnio y el herzegovino, fueron abolidos, y en su reemplazo se fundaron tres diócesis: la diócesis de Vrhbosna con sede en Sarajevo, la diócesis de Bania Luka con sede en la ciudad homónima y la diócesis de Mostar-Duvno con sede en Mostar.
Para el momento de los sucesos anteriormente descritos, Bosnia y Herzegovina enfrentaba una serie de grandes procesos de modernización. Entre 180 000 y 200 000 personas habitaban Bosnia y Herzegovina, mayormente croatas, serbios, musulmanes y en porcentajes menores eslovenos, checos, magiares y otros. El hecho más significativo durante este período sería el del perfilamiento de una comunidad croata autóctona dentro de Bosnia-Herzegovina y su entrada a la vida política europea dentro de una nación moderna. A finales del siglo XIX los bosnio-croatas fundaron varios diarios, eventos musicales y sociedades culturales, y a principios del siglo XX una nueva élite bosnio-croata (intelligentsia) llegaría a desempeñar un mayor rol en la vida política de los propios croatas. Una sociedad de apoyo a los estudiantes de educación secundaria y universitaria en Bosnia-Herzegovina sería fundada en 1902, y en 1907 esta se fusionaría con la Sociedad croata para la educación de niños y jóvenes para la educación y el trabajo, también fundada en 1902 como la sociedad cultural croata Progreso (Napredak). La Napredak educó y concedió becas escolares a más de 20,000 estudiantes. Los estudiantes apoyados por la Napredak no fueron exclusivamente bosniocroatas, sino también estudiantes croatas de otras regiones bajo su apoyo.
Kallay trató de unificar a todos los bosnios de credo musulmán y cristiano en una sola nación, pero su intento falló cuando estos empezaron a fundar sus propios partidos y movimientos políticos. Tras la anexión de Bosnia-Herzegovina al Imperio austrohúngaro en 1908, la Unión Popular Croata (HNZ) se convertiría en un partido político, y su ideología sería muy similar a la de la coalición croato-serbia. En 1909, Stadler se opuso a dicha ideología y fundaría su propio partido político, el Movimiento Católico Croata (HKU), una forma de oposición al HNZ secular. El HKU se enfatizó en ideales clericales y religiosos exclusivamente. Empero, los bosnio-croatas apoyaron mayormente la política nacionalista y secular del HNZ. El HNZ y la Organización Musulmana Yugoslava formaron una coalición que rigió al país entre 1911 y la disolución del Parlamento bosnio en 1914.

### Reino de Yugoslavia
Tras la disolución del Imperio austrohúngaro en varios estados, el destino de los bosniocroatas se vería muy ligado al de los propios croatas.

### Bosniocroatas y el socialismo
En el siglo XX, los cambios políticos en la Yugoslavia socialista, sumándole las paupérrimas condiciones económicas de dicha nación tras la muerte de Josip Broz «Tito», causarían que gran parte de la población emigrara a otras naciones europeas como Alemania, Suecia y Suiza. Esta situación sería aprovechada por los nacionalistas serbios para enardecer el ambiente.
Uno de los mejores ejemplos de los «bosnios puros» se puede ver en el caso del general Jovan Divjak, quien a pesar de su origen serbio, se consideraba a sí mismo como bosnio, ya que apreciaba las condiciones de vida anteriores al exaltamiento serbio. Jovan creía que con la centralización se buscaba emancipar a los serbios extremistas en el poder, luchando y luego comandando a las TORBiH en el transcurso de la primera y segunda guerra en el territorio bosnio, siempre del lado de las fuerzas pro-bosnias unionistas en contra de las facciones pro-serbias y pro-croatas. Sin embargo, ello terminaría siendo la esencia de la disolución de Yugoslavia.[cita requerida]

### Guerras yugoslavas
Desde la guerra croata-bosnia y la guerra de Bosnia no hay información certera y disponible sobre la población de Bosnia y Herzegovina. Las campañas de limpieza étnica adelantadas en Bosnia-Herzegovina durante los 90 provocaron que la mayoría de croatas se trasladasen a la Federación de Bosnia y Herzegovina o a Croacia. Según los informes preliminares de la Oficina de Estadística de Bosnia y Herzegovina, en el censo de 2013 vivían unos 553 000 croatas en Bosnia y Herzegovina.

## Religión
Los croatas de Bosnia y Herzegovina han preservado su fe a través de muchos períodos difíciles, y junto con ella, han conservado su identidad nacional. Son predominantemente católicos. Aun así, durante el período otomano la historia de este pueblo estuvo caracterizada por el sufrimiento y el desplazamiento de la población y la nobleza local de credo católico, así como la islamización que se arraigó debido a varios factores. En esa época los otomanos sometieron a los croatas a una violencia sistemática y a la persecución religiosa.
Otras de las causas de su escisión dentro del seno de la actual nación era y es la compleja situación de inferioridad social de los cristianos, obligados a pagar diversos impuestos, así como el traslado forzoso de niños y su educación en la fe islámica. En 1881, Austria-Hungría firmó un concordato con la Santa Sede sobre la introducción de la jerarquía secular católica en Bosnia y Herzegovina. De esta manera, comenzó la recuperación de la Iglesia católica y sus fieles en el territorio.

## Demografía

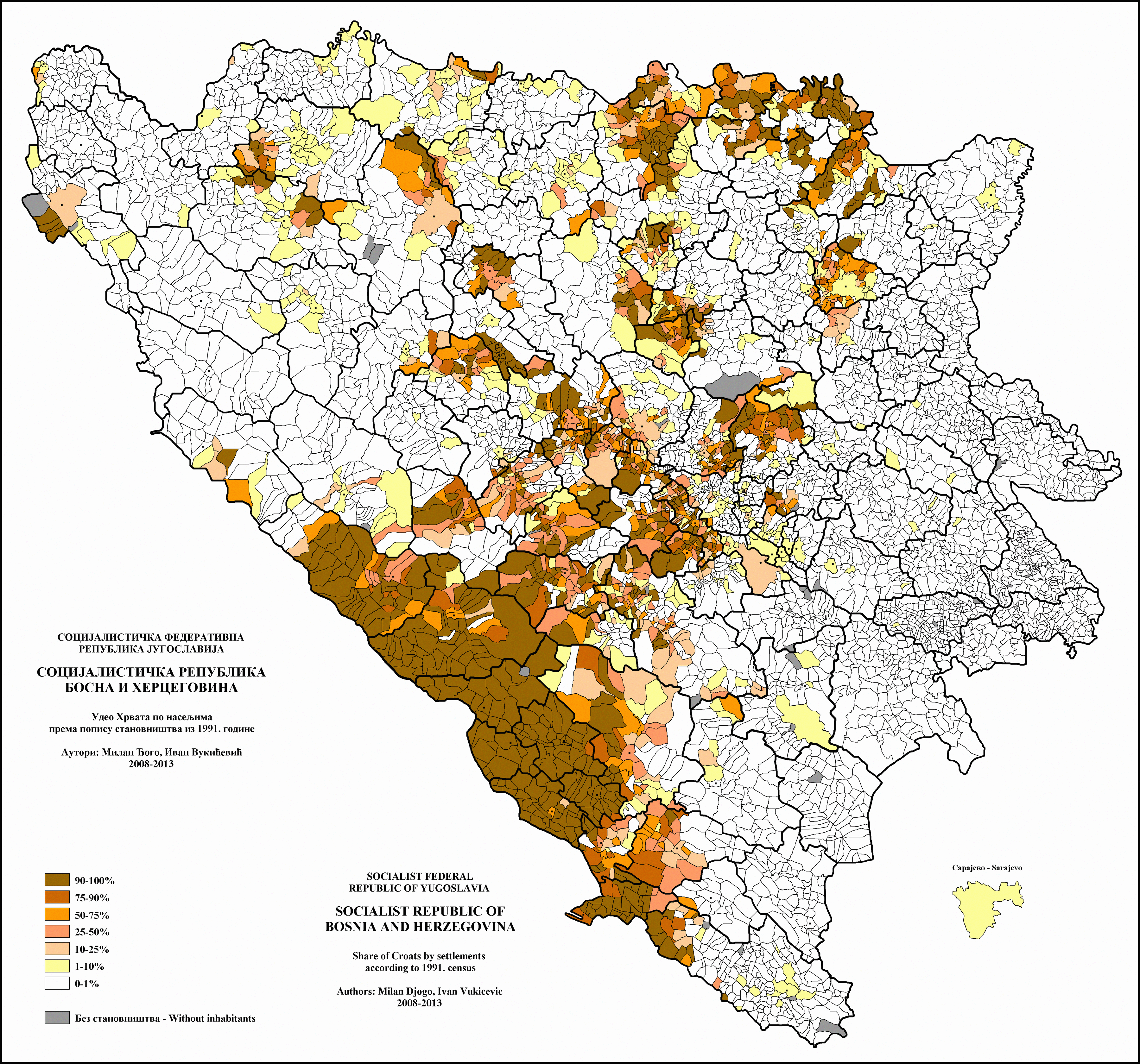
Prevalencia de los croatas de Bosnia-Herzegovina según el censo reportado por la ACNUR (1991).

Los croatas forman la mayoría demográfica en las siguientes municipalidades de Bosnia y Herzegovina:
- Mostar
- Široki Brijeg
- Ljubuški
- Livno
- Čitluk
- Tomislavgrad
- Čapljina
- Orašje
- Posušje
- Žepče
- Grude
- Vitez
- Kiseljak
- Prozor-Rama
- Odžak
- Stolac
- Neum
- Domaljevac-Šamac
- Usora
- Kreševo
- Kupres
- Dobretići
- Ravno

Las municipalidades en las cuales los croatas comprenden hasta la tercera parte de la población de Bosnia y Herzegovina son:
- Uskoplje
- Vareš
- Glamoč

Las municipalidades en las cuales los croatas comprenden hasta el 15 % de la población son Brčko, Drvar y Grahovo. Las municipalidades en las cuales los croatas son la mayoría (14 de ellas) forman un área unificada que va desde Kupres (en el noroeste de Bosnia-Herzegovina) hasta Ravno (en el sureste), mientras que en 12 municipalidades representan apenas unos enclaves de mayoría croata. Mostar es la única ciudad donde la población de croatas son mayoritarios en Bosnia-Herzegovina.

### Historia demográfica
| Total por grupos étnicos y porcentajes                                                                                          |         |        |                                         |
| Año/habitantes | Croatas | %      | Población total de Bosnia y Herzegovina |
| 1921 | 444 308 | 23,50% | 1 890 440                               |
| 1931 | 547 949 | 23,58% | 2 323 555                               |
| 1948 | 614 123 | 23,93% | 2 565 277                               |
| 1953 | 654 229 | 22,97% | 2 847 790                               |
| 1961 | 711 666 | 21,71% | 3 277 948                               |
| 1971 | 772 491 | 20,62% | 3 746 111                               |
| 1981 | 758 140 | 18,39% | 4 124 008                               |
| 1991 | 760 852 | 17,38% | 4 377 053                               |
| Resultados oficiales del censo de población. Nota: Algunos croatas se declararon a sí mismos como yugoslavos en algunos censos. |         |        |                                         |

#### Bosnia en la Edad Media y en el Imperio otomano
Según algunos estimados la población de la Bosnia medieval se situaba entre 850.000 y 900.000 habitantes, de los cuales 750.000 eran de credo católico (85,22%), 80.000 eran bogomilos (9,09%) y 50.000 eran cristianos (5,68%). Durante el mandato otomano, el número de bosnios de credo católico decreció de manera drástica. Cuando los turcos conquistaron Bosnia en 1463, según sus datos, recluyeron a 100.000 católicos, y a 30.000 jóvenes católicos los reclutaron como jenízaros. Entre 1558 y 1559, en la actual Bosnia y Herzegovina, había 360.000 católicos (57%), 220.000 musulmanes (34%) y 55.000 cristianos ortodoxos (9%). En 1624, ya había cerca de 450.000 musulmanes (67%), y la cifra de católicos decreció hasta los 150.000 (22%) y la de cristianos ortodoxos hasta los 75.000 (11%). En 1776, de acuerdo al reporte de Klaić, solo quedaban cerca de 50.000 católicos en Bosnia. Sin embargo, los censos turcos fueron sesgados en cuanto a la calidad de su información, y solo censaban las casas y posteriormente incluían en sus resultados a la población masculina únicamente.

#### Imperio austrohúngaro y Reino de Yugoslavia

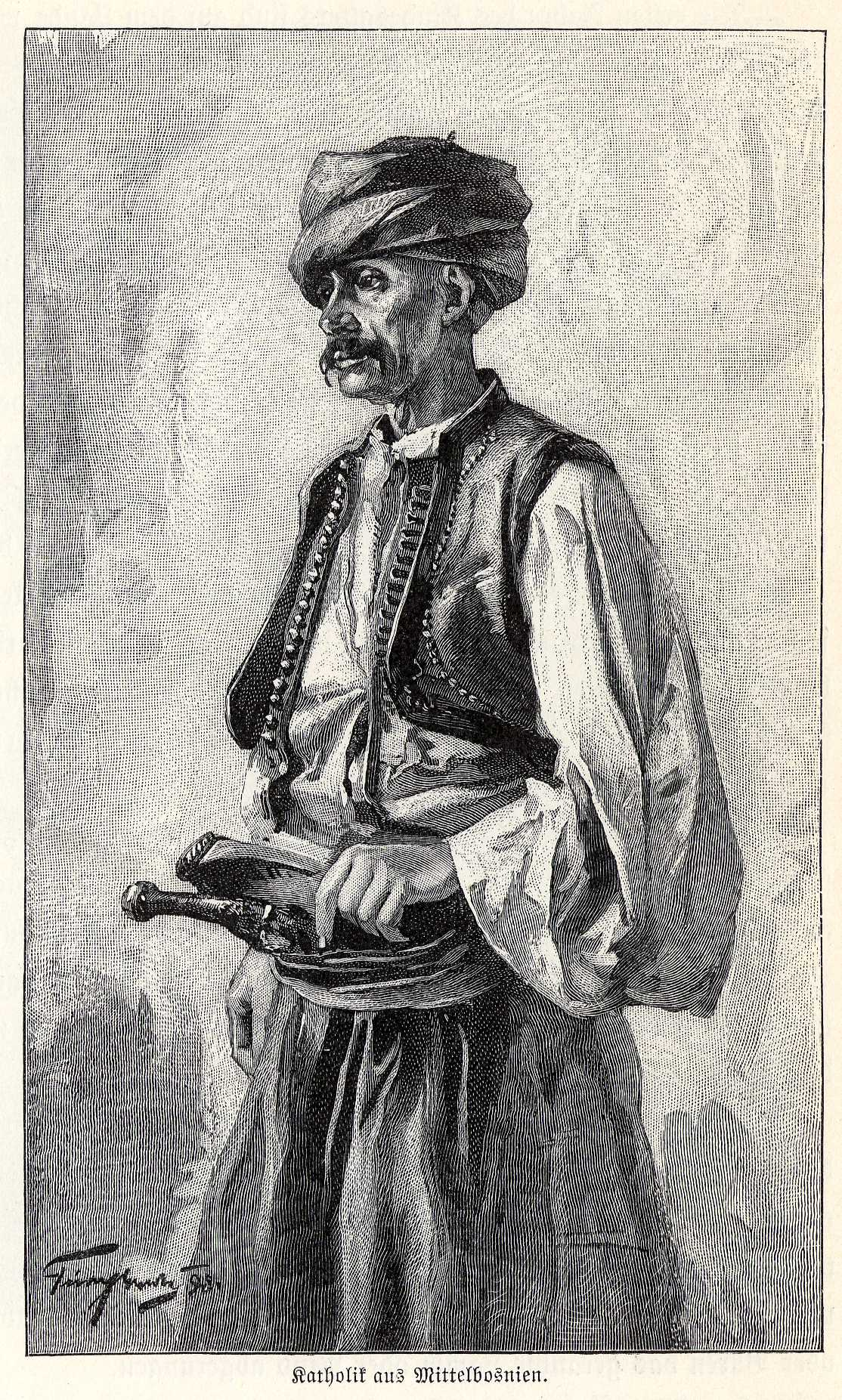
Un croata de Bosnia central (circa 1901).

Durante el mandato del Imperio austrohúngaro, el número de croatas empezó a incrementarse, y pasó de los 180.000 inicialmente cuantificados a los 200.000. Estos croatas, que lo eran de nacimiento y por ciudad/villa de nacimiento, llegaron a Bosnia-Herzegovina de la superpoblada Croacia-Eslavonia
Según lo documentado por el autor croata Vjekoslav Klaić en 1878, había 1.291.393 croatas y comprendían un 96-97% del total de la población. Klaić contemplaba a los bosnios y serbios de Bosnia y Herzegovina de hoy día, así como a los croatas como parte de la nacionalidad croata. Según su pensamiento, creía que allí habitaban al menos 646.678 cristianos ortodoxos (respectivamente serbios, 48,4%), 480.596 musulmanes (35,9%), 207199 católicos (respectivamente croatas, 15,5%) y no más de 3.000 judíos (0,2%). En 1895, Bosnia-Herzegovina tenía 1.336.091 habitantes, de los cuales 571.250 eran cristianos ortodoxos (42,76%), 492710 musulmanes (36,88%), 265788 católicos (19,89%), 5.805 judíos (0,43%) y 53 de otras procedencias (0,04%).[cita requerida]
La principal característica del Reino de Yugoslavia era el intento de los serbios por implementar su hegemonía y serbianizar al resto de los habitantes. Según los datos del censo de 1931, Bosnia y Herzegovina tenía 2.323.787 habitantes, de los cuales eran serbios, el 44,25% musulmanes, el 30,90% croatas el 23,58% y de otras procedencias, el 1,02% del total de su población.[cita requerida]

#### Yugoslavia
Los primeros censos de población de la Yugoslavia comunista contemplaban un decrecimiento de los croatas en Bosnia y Herzegovina. Para el censo de 1948 hasta el último censo (1991), el porcentaje de croatas decrecería del 23% (1948) al 17,3% (1991), a pesar de que el número total se incrementó, según los croatas de Croacia, pero no según las entidades internacionales involucradas en las últimas fases del conflicto que desintegró Yugoslavia.[cita requerida]
Según los resultados del censo del año 1953, los croatas habitaban en su mayoría en los territorios que formaban parte de la anterior entidad que los agrupaba en 1939. Su número total era de 654.229, lo que representaba el 23% del total de los habitantes de Bosnia-Herzegovina.
De acuerdo con los resultados del censo del año 1961, los croatas comprendían el 21,7% de la población total (unos 711.660 habitantes). Tras este censo, las autoridades comunistas tomaron la decisión de dividir en municipalidades pequeñas los anteriores distritos.
Conforme a los resultados del censo del año 1971, los croatas comprendían el 20,6% de la población total (772491 habitantes). Según los resultados del censo del año 1981, los croatas comprendan el 18,60% de la población total (767.247 habitantes). En comparación con los resultados del censo de 1971, por primera vez el porcentaje de croatas se situó por debajo del 20%, y tras 1981 su porcentaje se continuaría reduciendo.
Desde 1971 hasta 1991, el porcentaje de croatas cayó porque emigraron a Croacia y a Europa occidental. Sin embargo, la caída en el porcentaje de la población solo era ausente en el oeste de las municipalidades de Herzegovina, donde los croatas conformaban más del 98% de la población.
Según el censo de 1991, los croatas comprendían el 17,3% de la población total (755.895 habitantes).

#### Bosniocroatas en la guerra croata-bosnia y la guerra de Bosnia
Desde las guerras no hay información certera y disponible sobre la población de Bosnia y Herzegovina. Las campañas de limpieza étnica adelantadas en Bosnia-Herzegovina durante los 90 provocaron que la mayoría de croatas se trasladasen a la Federación de Bosnia y Herzegovina o a Croacia. El número total de croatas en Bosnia y Herzegovina continuó reduciéndose hasta alcanzar mínimos históricos, especialmente tras el estallido de la guerra croata-bosnia en 1992. Probablemente, tuvo lugar un éxodo de croatas de Bosnia, cuando una gran cantidad de croatas fueron expulsados de las regiones de Bosnia central y de Posavina.
De acuerdo al censo de 1996, elaborado por la ACNUR y oficialmente no reconocido, en la República de Bosnia y Herzegovina habitaban 3.919.953 individuos, de los cuales 571.317 eran croatas (14,57%). En el territorio de la República Croata de Herzeg-Bosnia, el porcentaje de croatas se redujo ligeramente, lo mismo que su gran total en la República. De acuerdo a los reportes preliminares de la Oficina de Estadística de Bosnia y Herzegovina, en el censo de 2013 vivían unos 553.000 croatas en Bosnia y Herzegovina.